# Železniški muzej Slovenskih železnic
Železniški muzej Slovenskih železnic v Ljubljani skrbi za ohranjanje zgodovine železnice v Sloveniji. Začel je nastajati v nekdanji kurilnici na postaji Ljubljana Šiška na Parmovi ulici 35 in se postopoma razvil v manjši, a izoblikovan in celovit muzej. 
Železniški muzej je bil ustanovljen leta 1981 kot Odsek za muzejsko dejavnost Železniškega gospodarstva Ljubljana. Med njegovim nastajanjem je bila sprva na ogled le zbirka vozil v rotundi - polkrožni klonici za lokomotive - to je v osrednjem objektu nekdanje kurilnice, ki je razglašena za kulturni spomenik.
V muzejski zbirki je več kot šestdeset lokomotiv in več kot petdeset drugih vozil, prav tako pa se v zbirki nahaja še več tisoč muzealij iz drugih železniških področij. 

## Vir
- Železniški muzej